# Stress-oscillatie
Stress-oscillatie is een begrip uit de psychologie waarmee de situatie bedoeld wordt dat personen in een dilemma voortdurend van mening veranderen en/of voortdurend een andere beslissing nemen, die dan  meestal tegengesteld is aan de vorige. De uiteindelijk genomen beslissing is dan niet meer gebaseerd op overwegingen maar wordt door het toeval bepaald door het moment waarop de beslissing moet worden genomen.
Stress-oscillatie wordt wel gebruikt om bepaalde beslissingen te forceren door de besluiten op een bepaald moment vast te stellen en wel op het moment dat de beslissingen conform de wens van de ander zijn geoscilleerd. Vrijwel elk besluit, beslissing of verklaring is op deze wijze te verkrijgen, formeel steeds met de instemming van de beslisser.
Hier is dus geen sprake van manipulatie omdat niet de argumentatie wordt beïnvloed maar alleen het tijdstip van keuze wordt door de ander bepaald waardoor die ander dus indirect de uitkomst beïnvloedt. Een veel gebruikte manier om de beslisser tot een gewenste beslissing te dwingen is het voortdurend opschuiven in de tijd van het beslismoment; het aangeven dat het beslismoment is bereikt kan als opluchting worden ervaren waarvoor een gewenste beslissing als beloning wordt gegeven. Waarschijnlijk vindt de oscillatie in de wachttijd plaats.